# Raptus (Psychopathologie)
Raptus (lat. raptus – das Fortreißen, Entführung, Vergewaltigung) ist ein psychopathologisches Symptom, das durch auffällige katatone Erregtheit, Hyperkinesie, stereotype Bewegungsabläufe und Aggressivität (Eigen- (Suizid) bzw. Fremdgefährdung) charakterisiert ist. Es tritt bei der katatonen Schizophrenie und auch anderen psychischen Störungen auf.